# Natriumwaterstoffosfaat
(di)Natrium(mono)waterstoffosfaat (Na2HPO4) is een natriumzout van fosforzuur. De tellende voorvoegsels ("di" en "mono") worden vaak toegevoegd om verwarring te voorkomen met bijvoorbeeld mononatriumdiwaterstoffosfaat. Strikt genomen volgens de IUPAC-regels is het niet noodzakelijk, maar het effect van de verschillende waterstoffosfaten op de pH van oplossingen is zeer groot. In biologische experimenten is een verkeerd waterstoffosfaat meestal desastreus.
Natriumwaterstoffosfaat is een wit, zeer hygroscopisch poeder dat zeer goed oplosbaar is in water. Het wordt daarom als antiklontermiddel gebruikt in commerciële, poedervormige producten. Naast de watervrije vorm is de stof commercieel ook verkrijgbaar in verschillende gehydrateerde varianten.

## Andere toepassingen
- Natriumwaterstoffosfaat wordt in sommige ontbijtgranen toegepast om de kooktijd te verkorten.
- Natriumwaterstoffosfaat wordt in combinatie met natriumfosfaat gebruikt om waterkokers en dergelijke vrij te houden van ketelsteen.
- Dinatriumfosfaat is de aangewezen therapie voor koeien met het downer cow syndroom.

## Hydraten
Naast het anhydraat zijn een aantal hydraten bekend:
| Brutoformule | Gewone formule | CAS-nummer | Naam                                 | Molmassa     |
| ------------ | -------------- | ---------- | ------------------------------------ | ------------ |
| HNa2O4P      | Na2HPO4        | 7558-79-4  | watervrij natriumwaterstoffosfaat    | 141,96 g/mol |
| H5Na2O6P     | Na2HPO4·2 H2O  | 10028-24-7 | natriumwaterstoffosfaatdihydraat     | 177,99 g/mol |
| H15Na2O11P   | Na2HPO4·7 H2O  | 7782-85-6  | natriumwaterstoffosfaatheptahydraat  | 268,07 g/mol |
| H25Na2O16P   | Na2HPO4·12 H2O | 10039-32-4 | natriumwaterstoffosfaatdodecahydraat | 358,14 g/mol |